# Antoon II Keldermans
Antoon II Keldermans, surnommé le Jeune également connu sous le nom d'Anthonis II Keldermans, mort en 1515, est un architecte flamand, membre de la dynastie d'architectes Keldermans (nl).

## Biographie
Architecte malinois, Antoon Keldermans travaille principalement à Alkmaar et Middelbourg, achevant des constructions de son père Antoon I (nl). Comme son père, il reçoit le titre de maître architecte de la ville de Malines.
En 1514, il conçoit et construit la Broodhuis ou Maison du Roi sur la Grand-Place de Bruxelles, un bâtiment de style gothique brabançon tardif.
Antoon II est le premier architecte de la famille Keldermans à travailler la cour de l'empereur Charles V.

## Réalisations principales
- Grande église Saint-Laurent de Alkmaar (après 1512)
- Hôtel de ville de Middelbourg (après 1512)
- Maison du Roi à Bruxelles (Broodhuis) (1514)